# Stephanopis octolobata
Stephanopis octolobata là một loài nhện trong họ Thomisidae.
Loài này thuộc chi Stephanopis. Stephanopis octolobata được Eugène Simon miêu tả năm 1886.